# Governo Regional da Groenlândia
O Governo Regional da Groenlândia (em groenlandês/gronelandês:  Naalakkersuisut; em dinamarquês:  Landsstyre) é o órgão executivo da Região Autónoma da Groenlândia, pertencente ao Reino da Dinamarca. É liderado pelo Chefe do Governo Regional (Naalakkersuisut siulittaasuat / Landsstyreformanden), eleito pelo Parlamento da Groenlândia (Inatsisartut). Os restantes membros do governo (Naalakkersuisoq) são nomeados pelo Chefe do Governo, e aprovados pelo parlamento.

## Chefes do Governo Regional da Groenlândia
| Período   | Nome                  | Partido                                           | Profissão |
| --------- | --------------------- | ------------------------------------------------- | --------- |
| 1979-91   | Jonathan Motzfeldt    | Avante (Siumut)                                   | Padre     |
| 1991-97   | Lars Emil Johansen    | Avante (Siumut)                                   | Professor |
| 1997-2002 | Jonathan Motzfeldt    | Avante (Siumut)                                   | Padre     |
| 2002-09   | Hans Enoksen          | Avante (Siumut)                                   | Político  |
| 2009-13   | Kuupik Kleist         | Partido do Povo Inuíte (Inuit Ataqatigiit)        | Político  |
| 2013-2014 | Aleqa Hammond         | Avante (Siumut)                                   | Politiker |
| 2014-2021 | Kim Kielsen           | Avante (Siumut)                                   | Político  |
| 2021-2025 | Múte Bourup Egede     | Partido do Povo (Gronelândia) (Inuit Ataqatigiit) | Político  |
| 2025-     | Jens-Frederik Nielsen | Democratas (Demokraatit/Demokraterne)             | Político  |